# Roland Mikler
Dans le nom hongrois Mikler Roland, le nom de famille précède le prénom, mais cet article utilise l’ordre habituel en français Roland Mikler, où le prénom précède le nom.
Roland Mikler, né le 20 septembre 1984 à Dunaújváros, est un handballeur hongrois. Il évolue au poste de gardien de but. À l'été 2019, après cinq saisons au Veszprém KSE, il retourne au SC Pick Szeged où il a évolué entre 2010 et 2014.

## Palmarès

### En club
Compétitions internationales
- Vainqueur de la Coupe de l'EHF en 2014
- finaliste de la Ligue des champions en 2015 et 2016

Compétitions trans-nationales
- Vainqueur de la Ligue SEHA en 2015 et 2016

Compétitions nationales
- Championnat de Hongrie
  - Vainqueur en 2015, 2016, 2017, 2019, 2021, 2022
  - Deuxième en 2011, 2012, 2013, 2014, 2018, 2023
- Coupe de Hongrie
  - Vainqueur en 2015, 2016, 2017, 2018
  - Finaliste en 2007, 2012, 2013, 2014, 2019, 2021, 2023

### En équipe nationale
Jeux olympiques
- 4e place aux Jeux olympiques de 2012 à Londres,  Royaume-Uni

Championnats du monde
- 7e place au Championnat du monde 2011,  Suède
- 8e place au Championnat du monde 2013,  Espagne
- 7e place au Championnat du monde 2017,  France
- 10e place au Championnat du monde 2019,  Danemark et  Allemagne

Championnats d'Europe
- 13e place au Championnat d'Europe 2006,  Suisse
- 8e place au Championnat d'Europe 2012,  Serbie
- 8e place au Championnat d'Europe 2014,  Danemark
- 12e place au Championnat d'Europe 2016,  Pologne
- 14e place au Championnat d'Europe 2018,  Croatie
- 9e place au Championnat d'Europe 2020,  Suède,  Autriche et  Norvège

### Distinctions individuelles
- élu meilleur handballeur de l'année en Hongrie en 2014
- élu meilleur gardien de but de la Ligue des champions 2014-2015